# Campeonato Mundial de Atletismo Sub-20 de 2022 - 5000 m masculino
A prova dos 5000 metros masculino do Campeonato Mundial de Atletismo Sub-20 de 2022 ocorreu no dia 1 de agosto de 2022 no Estádio Olímpico Pascual Guerrero, em Cali, na Colômbia.

## Recordes
Antes desta competição, os recordes mundiais e do campeonato nesta prova eram os seguintes:
|       | Nome            | Nacionalidade | Tempo    | Local     | Data                 |
| ----- | --------------- | ------------- | -------- | --------- | -------------------- |
| WU20R | Selemon Barega  | Etiópia       | 12:43.02 | Bruxelas  | 31 de agosto de 2018 |
| CR    | Abreham Cherkos | Etiópia       | 13:08.57 | Bydgoszcz | 13 de julho de 2008  |
| WU20L | Levy Kibet      | Quênia        | 13:01.32 | Roma      | 9 de junho de 2022   |

## Medalhistas
| Ouro                | Prata                  | Bronze              |
| Addisu Yihune (ETH) | Merhawi Mebrahtu (ERI) | Habtom Samuel (ERI) |

## Cronograma
Todos os horários são locais (UTC-5).
| Data        | Hora  | Evento |
| ----------- | ----- | ------ |
| 1 de agosto | 14:25 | Final  |

## Resultado final
A prova final foi realizada no dia 1 de agosto às 14:25. 
| Posição           | Atleta                 | Nacionalidade  | Tempo    | Notas |
| ----------------- | ---------------------- | -------------- | -------- | ----- |
| Medalha de ouro   | Addisu Yihune          | Etiópia        | 14:03.05 |       |
| Medalha de prata  | Merhawi Mebrahtu       | Eritreia       | 14:03.33 |       |
| Medalha de bronze | Habtom Samuel          | Eritreia       | 14:03.67 |       |
| 4                 | Gebeyehu Belay         | Etiópia        | 14:04.55 |       |
| 5                 | Rogers Kibet           | Uganda         | 14:07.71 |       |
| 6                 | Samuel Kibathi         | Quênia         | 14:07.82 |       |
| 7                 | Hiroto Yoshioka        | Japão          | 14:10.68 |       |
| 8                 | Nelson Mandela         | Quênia         | 14:13.21 |       |
| 9                 | Peter Maru             | Uganda         | 14:13.71 |       |
| 10                | Abdikani Mohamed Hamid | Bahrein        | 14:22.32 |       |
| 11                | Keita Satoh            | Japão          | 14:26.19 |       |
| 12                | Tyrone Gorze           | Estados Unidos | 14:32.23 |       |
| 13                | Dean Casey             | Irlanda        | 14:37.79 |       |
| 14                | Jaime Migallón         | Espanha        | 14:40.45 |       |
| 15                | Ateka Demisie          | Israel         | 14:40.68 |       |
| 16                | David Ninavia          | Bolívia        | 14:42.76 |       |
| 17                | Niel van der Merwe     | África do Sul  | 14:59.04 |       |
| 18                | Archie Noakes          | Austrália      | 15:00.22 |       |
| 19                | Johnny Livingstone     | Reino Unido    | 15:01.59 |       |
| 20                | Joad Martinho          | França         | 15:04.13 |       |
| 21                | Konrad Pogorzelski     | Polónia        | 15:23.03 |       |
| 22                | Dylan Throop           | Estados Unidos | DNF      | DNF   |

Legenda
| Recorde mundial       | Recorde mundial (World record)               |                       | Recorde africano                      | Recorde africano (African) |                                           | Q | Classificado por posição (Qualified) |
| Recorde do campeonato | Recorde do campeonato (Championship record)  | Recorde da América    | Recorde da América (Americas)         | q                          | Classificado por melhor tempo (Qualified) |   |                                      |
| Melhor marca do ano   | Melhor marca do ano (World leading)          | Recorde asiático      | Recorde asiático (Asian)              | DNS                        | Não largou (Did not start)                |   |                                      |
| Recorde nacional      | Recorde nacional (National record)           | Recorde europeu       | Recorde europeu (European)            | DNF                        | Não terminou (Did not finish)             |   |                                      |
| Recorde pessoal       | Recorde pessoal do atleta (Personal best)    | Recorde da Oceania    | Recorde da Oceania (Oceania)          | DSQ / DQ                   | Desclassificado (Disqualified)            |   |                                      |
| Recorde da temporada  | Recorde da temporada do atleta (Season best) | Recorde sul-americano | Recorde sul-americano (South America) | NM                         | Sem marca (No mark)                       |   |                                      |